# Wilhelmina (Lied)
Wilhelmina ist ein Lied aus dem Soundtrack des Films Varieté-Prinzessin (Wabash Avenue) aus dem Jahr 1950. Komponiert wurde der Song von Josef Myrow, getextet von Mack Gordon. Gesungen wird er im Film von Betty Grable und einem gemischten Chor.

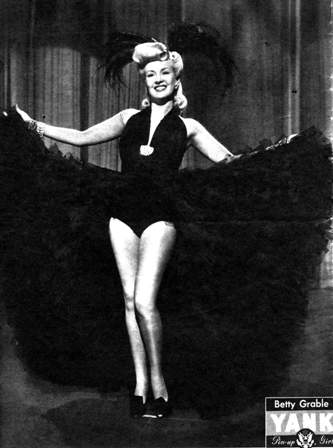
Betty Grable 1943 auf dem Cover eines U. S. Army Magazines

## Werdegang des Songs
Das Lied erzählt von Wilhelmina, einem bezaubernden Mädchen aus Kopenhagen, das allen Jungs den Kopf verdreht und dessen Küsse so süß wie Plundergebäck schmecken und dem Traum der Jungen, Wilhelmina bald „meine Wilhelmina“ nennen zu dürfen. 
Freddy Martin war mit dem Song 1950 ab dem 22. April zehn Wochen in den US CashBox-Charts vertreten. In seiner persönlichen Bilanz seiner besten Songs nimmt Wilhelmina Rang 21 seiner besten gelisteten 86 Songs ein. Martins Coverversion war die erfolgreichste unter den nachgesungenen Versionen.

## Weitere Coverversionen
- 1950 gesungen von Phil Harris and The Sportsmen Quartet[9]
- 1950 gesungen von Bob Grabeau[10]
- 1950 gespielt vom Thore Ehrlings Orkester, Sänger Stig Gabrielson[11]
- 1950 gesungen von Freddy Martin[12]
- 1950: gesungen von Olavi Virta[13]

## Auszeichnung/Nominierung
1951 war Wilhelmina in der Kategorie „Bester Song“ für einen Oscar nominiert. Die Auszeichnung ging jedoch an Ray Evans und Jay Livingston für ihr Lied Mona Lisa aus dem Filmdrama Captain Carey, U.S.A.